# 구라하시정
구라하시정(일본어: 倉橋町)은 일본 히로시마현 아키군에 있던 정이다. 헤이세이의 편입 합병에 의해 구레시로 이관되었다, 정역은 구레시 남쪽의 세토나이카이(瀬戸内海)에 떠 있는 구라하시지마(倉橋島)의 중부 및 남부를 차지하고 있다. 2005년 3월 20일, 구라하시정 및 아키군 온도정·가마가리정, 도요타군 야스우라정·도요하마정·유타카정 등 6개 정이 구레시에 편입되고 폐지되었다.

## 역사
- 1889년 4월 1일 - 시정촌 시행으로 아키군 구라하시촌이 성립하였다. 명칭 변경을 거쳤음에도 불구하고 단독으로 정으로 승격한 이후 116년 동안 지속된다.
- 1952년 6월 1일 - 정으로 승격해 구라하시정이 되었다.
- 2005년 3월 20일 - 구라하시정 및 아키군 온도정·가마가리정, 도요타군 야스우라정·도요하마정·유타카정 등 6개 정이 구레시에 편입합병되고 폐지·소멸하였다.

## 교통

### 도로
- 히로시마현도 제35호선
- 히로시마현도 제283호선
- 히로시마현도 제285호선
- 히로시마현도 제286호선